# バリーマーカハン城
バリーマーカハン城（英語: Ballymarkahan Castle）はアイルランドのクレア県クィン行政区にある城跡である。1899年、アイルランド出身の古物商であるトーマス・ジョンソン・ウェストロップによってクレア行政区の195ある「より小さくなった城」、もしくは剥がれた塔のひとつとしてリストアップされたが、その当時からこの城はすでに廃墟状態であった。1839年に発表されたアイルランド語学者のジョン・オドノヴァンと文献学者および古物商のユージン・オカリーによる陸地測量局報告書（英語: Ordnance Survey Letters）の中でもこの城は廃墟として言及されている。なお、1842年における陸地測量局の地図にも同様のことが記載されている。この城の起源は15世紀にクイン修道院が建設された後に、ナッポーグ城近隣を含むこの地域の多くの城を建てたマクナマラ族によって建てられたことから始まっている。ウェストロップによれば、この城は1430年に「シェーン・アン・ガッパルダイスの息子であるドナル」によって建てられたという。